# Calcio agli XI Giochi del Mediterraneo
Il torneo di calcio agli XI Giochi del Mediterraneo si è svolto dal 28 giugno al 12 luglio 1991.

## Fase a gironi

### Gruppo A
| Gruppo A | Gruppo A | Gruppo A | Gruppo A | Gruppo A | Gruppo A | Gruppo A | Gruppo A | Gruppo A |
| Squadra  | G        | V        | N        | P        | F        | S        | DR       | PT       |
| -------- | -------- | -------- | -------- | -------- | -------- | -------- | -------- | -------- |
| Turchia  | 2        | 1        | 0        | 1        | 3        | 2        | +1       | 2        |
| Egitto   | 2        | 1        | 0        | 1        | 2        | 2        | 0        | 2        |
| Italia   | 2        | 1        | 0        | 1        | 1        | 2        | -1       | 2        |

| Atene 2 luglio 1991 | Turchia | 2 – 0 | Italia |  |

| Atene 4 luglio 1991 | Italia | 1 – 0 | Egitto |  |

| Atene | Egitto | 2 – 1 | Turchia |  |

### Gruppo B
| Gruppo B | Gruppo B | Gruppo B | Gruppo B | Gruppo B | Gruppo B | Gruppo B | Gruppo B | Gruppo B |
| Squadra  | G        | V        | N        | P        | F        | S        | DR       | PT       |
| -------- | -------- | -------- | -------- | -------- | -------- | -------- | -------- | -------- |
| Grecia   | 2        | 2        | 0        | 0        | 8        | 0        | +8       | 4        |
| Albania  | 2        | 1        | 0        | 1        | 2        | 6        | -4       | 2        |
| Algeria  | 2        | 0        | 0        | 2        | 1        | 5        | -4       | 0        |

| Atene | Grecia | 5 – 0 | Albania |  |

| Atene | Albania | 2 – 1 | Algeria |  |

| Atene | Grecia | 3 – 0 | Algeria |  |

### Gruppo C
| Gruppo C   | Gruppo C | Gruppo C | Gruppo C | Gruppo C | Gruppo C | Gruppo C | Gruppo C | Gruppo C |
| Squadra    | G        | V        | N        | P        | F        | S        | DR       | PT       |
| ---------- | -------- | -------- | -------- | -------- | -------- | -------- | -------- | -------- |
| Jugoslavia | 2        | 2        | 0        | 0        | 10       | 0        | +10      | 4        |
| Tunisia    | 2        | 1        | 0        | 1        | 1        | 5        | -4       | 2        |
| San Marino | 2        | 0        | 0        | 2        | 0        | 6        | -6       | 0        |

| Larissa 2 luglio 1991 | Jugoslavia | 5 – 0 | San Marino |  |

| Larissa 4 luglio 1991 | Jugoslavia | 5 – 0 | Tunisia |  |

| Larissa | Tunisia | 1 – 0 | San Marino |  |

### Gruppo D
| Gruppo D | Gruppo D | Gruppo D | Gruppo D | Gruppo D | Gruppo D | Gruppo D | Gruppo D | Gruppo D |
| Squadra  | G        | V        | N        | P        | F        | S        | DR       | PT       |
| -------- | -------- | -------- | -------- | -------- | -------- | -------- | -------- | -------- |
| Marocco  | 1        | 1        | 0        | 0        | 3        | 0        | +3       | 2        |
| Cipro    | 1        | 0        | 0        | 1        | 0        | 3        | -3       | 0        |

| Atene | Cipro | 0 – 3 | Marocco |  |

## Fase a eliminazione diretta
|  | Semifinali | Semifinali | Semifinali |         |        | Finale          | Finale          | Finale          |  |
|  |            |            |            |         |        |                 |                 |                 |  |
|  | Grecia     | Grecia     | 2          |         |        |                 |                 |                 |  |
|  | Grecia     | Grecia     | 2          |         |        |                 |                 |                 |  |
|  | Jugoslavia | Jugoslavia | 1          |         |        |                 |                 |                 |  |
|  | Jugoslavia | Jugoslavia | 1          |         | Grecia | Grecia          | 3               |                 |  |
|  |            |            |            |         | Grecia | Grecia          | 3               |                 |  |
|  |            |            | Turchia    | Turchia | 1      |                 |                 |                 |  |
|  | Turchia    | Turchia    | Turchia    | Turchia | 1      | 1               |                 |                 |  |
|  | Turchia    | Turchia    |            |         |        | 1               |                 |                 |  |
|  | Marocco    | Marocco    | 0          |         |        | Finale 3º posto | Finale 3º posto | Finale 3º posto |  |
|  | Marocco    | Marocco    | 0          |         |        |                 |                 |                 |  |
|  |            |            |            |         |        |                 |                 |                 |  |
|  |            |            |            |         |        | Marocco         | Marocco         | 3               |  |
|  |            |            |            |         |        | Marocco         | Marocco         | 3               |  |
|  |            |            |            |         |        | Jugoslavia      | Jugoslavia      | 2               |  |

### Semifinali
| Atene 8 luglio 1991 | Grecia | 2 – 1 | Jugoslavia |  |

| Atene | Turchia | 1 – 0 | Marocco |  |

### Finale 3/4º posto
| Atene 10 luglio 1991 | Marocco | 3 – 2 | Jugoslavia |  |

### Finale
| Atene 12 luglio 1991 | Grecia | 3 – 1 | Turchia |  |

## Medagliere
| Posizione | Paese      |
| --------- | ---------- |
|           | Grecia     |
|           | Turchia    |
|           | Marocco    |
| 4         | Jugoslavia |